# Площа Галицька (станція швидкісного трамвая)
50°26′47″ пн. ш. 30°29′16″ сх. д. / 50.44639° пн. ш. 30.48778° сх. д.
«Пло́ща Га́лицька» (до 2023 року — «Площа Перемоги») — станція Правобережної лінії Київського швидкісного трамвая, розташована між станціями «Повітрофлотська» (тимчасово закрита) та «Старовокзальна». Названа за назвою площі, що розташована неподалік станції.
На лінії маршрутів № 15 і 18 є зупинка з такою ж назвою — «Площа Галицька» (між зупинками «Вулиця Старовокзальна» та «Вулиця Бульварно-Кудрявська»).

## Історія
Відкрита в 1978 році. Станція мала одну посадкову платформу, на якій розташована будівля станції, а також технічні колії для відстою рухомого складу. Станція була кінцевою для швидкісного маршруту № 3 (та 1 у напрямку Борщагівки). На станції була розташована диспетчерська маршруту.
7 червня 2007 року маршрут № 3 було закрито через початок реконструкції лінії. З 1 серпня маршрут № 1 також було закрито через реконструкцію ділянки від Площа Галицька до Старовокзальної вулиці, натомість станція стала кінцевою для маршруту № 1к, як було у кінці 80 — на початку 90-х. «Площа Перемоги — Михайлівська Борщагівка». Одне з розворотних кілець на станції було розібране. 8 квітня 2008 року станцію було закрито на реконструкцію.
Під час реконструкції було перенесено трамвайні колії на середину Жилянської вулиці та поблизу колишнього розворотного кільця станції збудовані дві бокові посадкові платформи. Проте, одночасно з запуском лінії в 2010 році станція відкрита не була і на деякий час її законсервували; спершу планувалося відкрити її до 1 березня 2011 року. Будівництво станції було восьмою чергою реконструкції Правобережної лінії швидкісного трамвая та коштувало 13 мільйонів 637 тисяч гривень. Для виходу пасажирів у серпні-вересні 2011 року було побудовано надземний перехід з вестибюлем висотою 12 метрів — побудова підземного була неможливою через те, що земельні ділянки занадто щільно прилягали до проїжджої частини Жилянської вулиці та не давали змогу побудувати виходи зі станції. Нова станція відкрита 5 вересня 2011 року.
У серпні 2012 року на станції встановили три ліфти для підйому пасажирів до вестибюля. Кожен ліфт може підіймати до 7 пасажирів одночасно.
Через незручне положення надземного входу на станцію, ним не користувалися близько 70 % пасажирів, які діставалися на станцію просто по коліях, наражаючись на небезпеку бути травмованими. При цьому вони не платили за проїзд, і КП «Київпастранс» отримував збитки. Тому пасажири та громадські активісти з часу відкриття станції неодноразово порушували питання про необхідність будівництва наземного виходу з іншого боку платформи. 22 вересня 2014 року, щоб примусити пасажирів користуватися надземним переходом, транспортники засипали прохід до перону з боку колій великим камінням, а огородження платформи вимастили мазутом. Це викликало значне невдоволення пасажирів та інформаційний розголос. 25 вересня було прийняте рішення про побудову нового виходу зі станції. Станом на 6 жовтня, вже був залитий фундамент під турнікети.
21 жовтня 2014 року відкрито другий вихід на станцію з регульованим пішохідним переходом через Жилянську вулицю. Для цього рівень бордюрного каменю поблизу виходу було понижено, трамвайне полотно в місцях переходу пасажирів замощено, збудовано сходи з пандусами, а на платформі встановлені навіси з турнікетними групами. Крім того, старий вихід обладнали камерою зберігання, термінал для сплати за комунальні послуги та автомат для видачі проїзних документів.

## Галерея

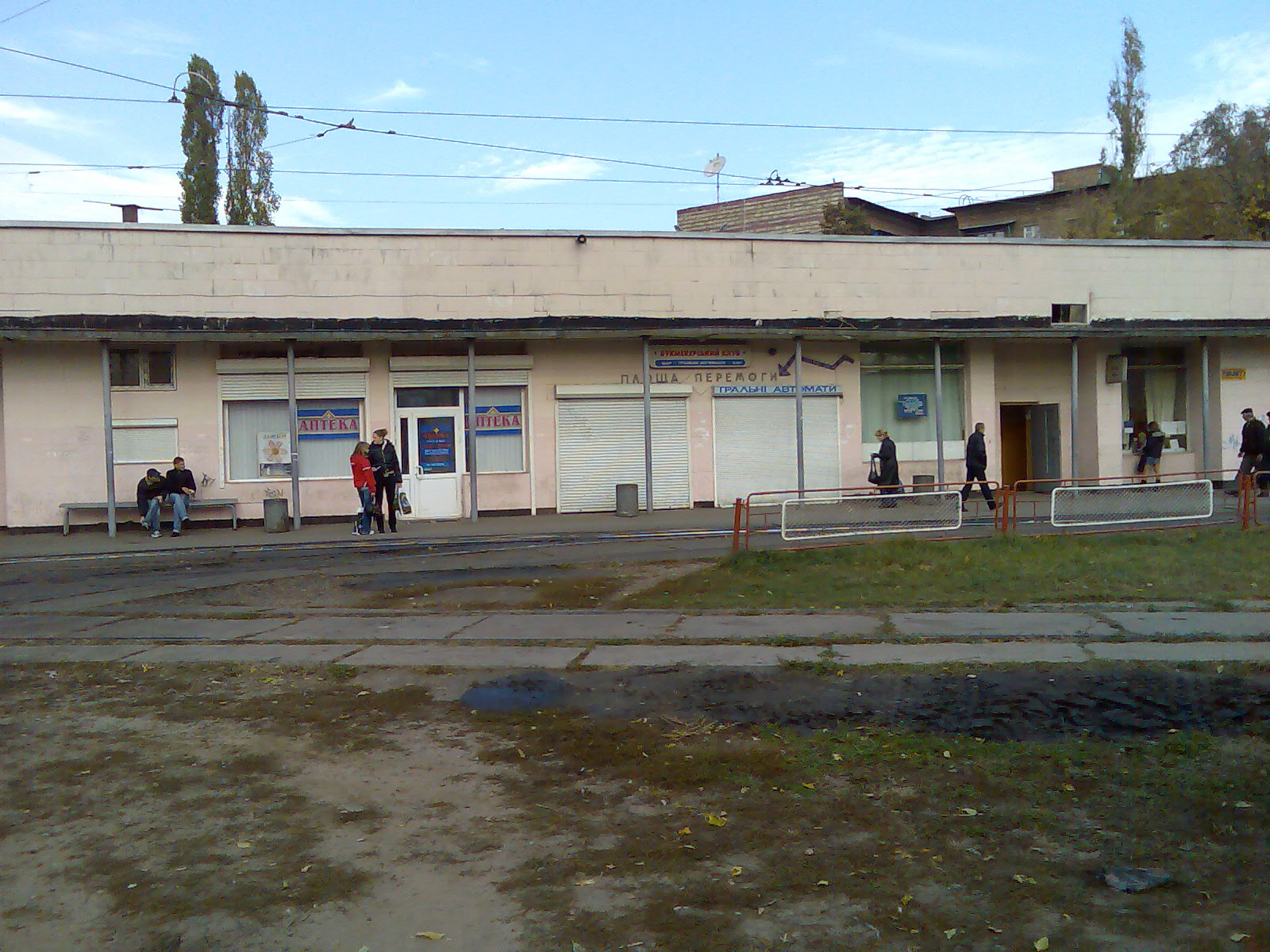
Загальний вигляд старої станції
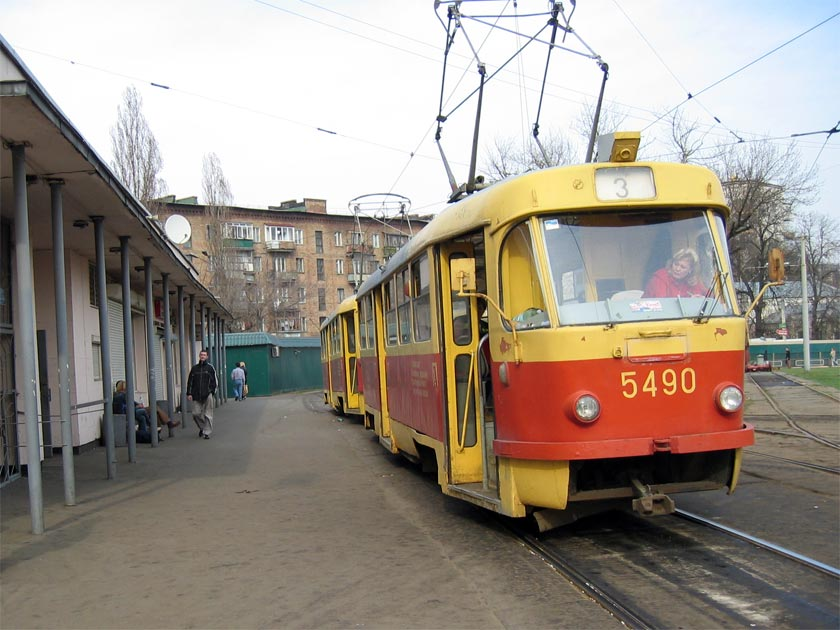
Посадкова платформа старої станції, 2005
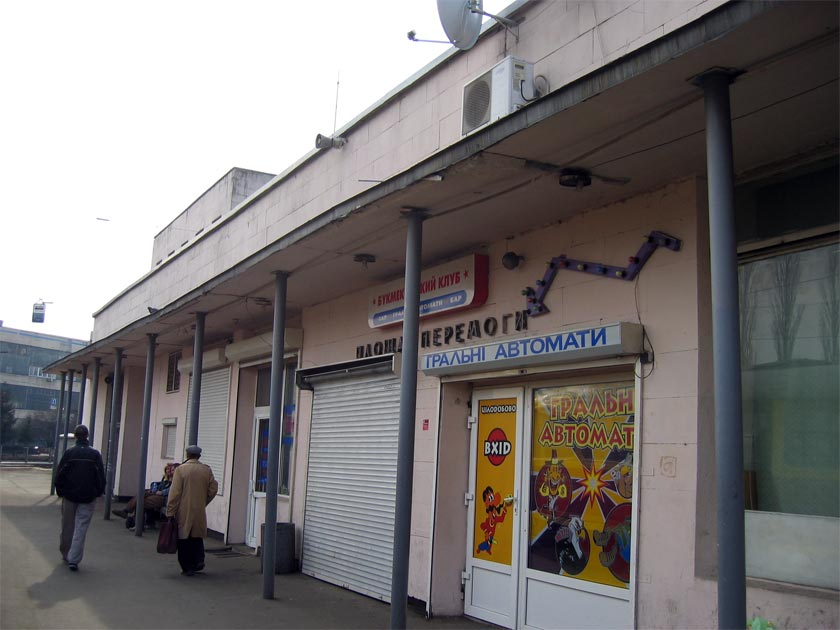
Будівля старої станції
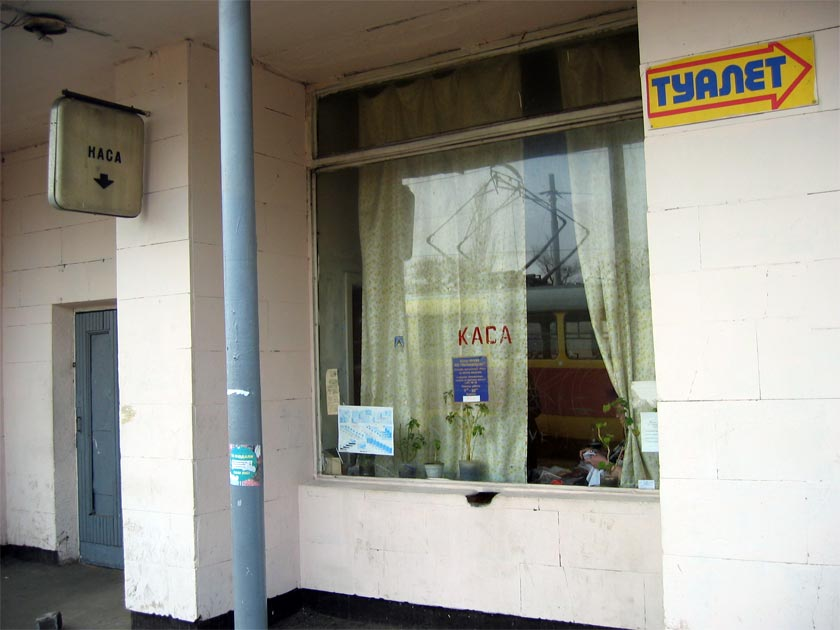
Квиткова каса на старій станції
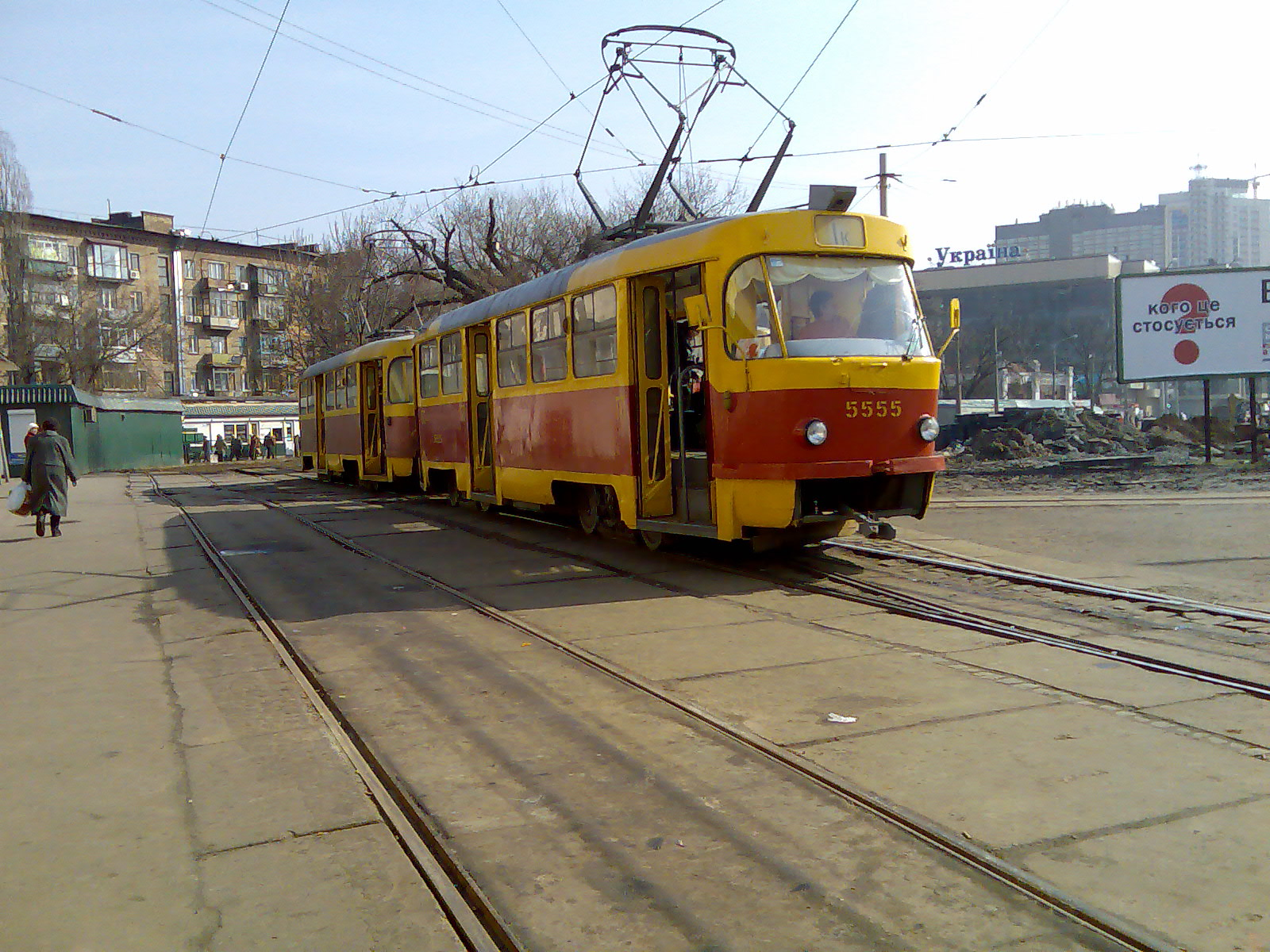
Трамвай на запасній колії